# Artur Ferencowicz (bankier)
Artur Ferencowicz (ur. ok. 1863, zm. 29 kwietnia 1933 w Warszawie) – dyrektor Banku Przemysłowców Polskich.
Był długoletnim dyrektorem oraz członkiem rady Banku Przemysłowców Polskich, a także członkiem rady Kasy Pożyczkowej Przemysłowców Warszawskich.
Został odznaczony krzyżem Pro Ecclesia et Pontifice.
Zmarł 29 kwietnia 1933 w Warszawie w wieku 70 lat. Został pochowany na cmentarzu Powązkowskim w Warszawie 4 maja 1933. Był żonaty, miał córkę.